# Microregiunea Siófok
Microregiunea Siófok (în maghiară Siófoki kistérség) a fost o microregiune statistică (kistérség) din județul Somogy, Ungaria.
Cu o populație de 39.136 locuitori și o suprafață de 415,32 km2, aceasta a existat până în 2014, când în Ungaria, microregiunile ”kistérségek” au fost înlocuite de districte (járások).